# 石田宥全
石田 宥全（いしだ ゆうぜん、1901年（明治34年）1月5日 - 1981年（昭和56年）11月13日）は、日本の農民運動家、政治家。衆議院議員（5期）、新潟県中蒲原郡川東村長。

## 経歴
新潟県中蒲原郡川東村（現五泉市）出身。1916年（大正5年）川東高等小学校（現:五泉市立川東小学校）を卒業し農業に従事。
1923年（大正12年）頃から農民運動に加わった。日本農民組合、労働農民党、全国労農大衆党などの中央、地方組織の役員を務めた。1926年（大正15年）日農関東同盟新潟県連理事に就任し、同年に小作争議指導の嫌疑で検挙され懲役6月となり、1928年（昭和3年）菅沼小作争議では暴行容疑で懲役2月の有罪判決を受けた。
1935年（昭和10年）以降に新潟県会議員に2期在任し、1940年（昭和15年）川東村長となった。戦後、日本社会党に加わり、1955年（昭和30年）2月、第27回衆議院議員総選挙で新潟県第2区から社会党左派から立候補して当選し、以後、第31回総選挙まで当選し、衆議院議員を連続5期務めた。
その他、新潟県労農会議議長、日本社会党米価対策特別委員長などを務めた。また、全日本農民組合連合会に加わり、1958年（昭和33年）同理事、1968年（昭和43年）同会長に就任した。
1972年（昭和47年）11月の秋の叙勲で勲八等から勲二等に叙され、瑞宝章を受章する。
1981年11月13日、肝臓癌のため、新潟市民病院で死去した。80歳没。同月17日、特旨を以て位記を追賜され、死没日付をもって正四位に叙された。

## 著作
- 『農民運動の理論と実際』労働問題研究所、1931年。
- 編『南部郷農民解放の歩み 巻1』南部郷農民解放のあゆみ刊行会、1974年。
- 『戦時中の留置場日記』石田宥全先生顕彰喜寿を祝う会、1978年。